# 潜江水杉公园
30°27′36″N 112°41′19″E / 30.46008°N 112.68856°E
潜江水杉公园，位于中华人民共和国湖北省潜江市广华街道，是江汉平原最大的人工水杉林。

## 特点
1956年，沙洋二农场从利川县购回水杉种子7.5公斤，育苗5亩，获得大量苗木，在广华寺北面营造，构成中国当时最大的水杉人工林。1970年，移交给江汉石油管理局管理。1981年5月，国家林业部部长雍文涛到潜江视察，提出对其进行保护。1986年，江汉石油管理局决定以水杉为基础，修建46.7公顷的水杉公园。1989年，当地修建水杉纪念碑，由当时的全国政协主席李先念题词。水杉公园附近有江汉石油管理局修建的离退休职工活动中心、青少年科技活动中心、儿童游乐中心及足球场、植物园等。